# Willem III van Boxtel
Willem III van Boxtel (? - 1350) was heer van Boxtel en Grevenbroek.
Hij was de zoon van Willem II van Boxtel en Maria van Diest, en hij volgde in 1337 zijn broer Hendrik van Boxtel op als heer van Boxtel.
Hij trouwde met Cunegonde van Dale en Diepenheim en verkocht in 1331 het graafschap Dale, dat ingebracht werd door zijn vrouw, aan zijn oom, Jan III van Diest, die bisschop was van Utrecht.
Kinderen waren:
1. Willem IV van Boxtel, die zijn vader opvolgde als heer van Boxtel
2. Maria van Boxtel
3. Richarda van Boxtel, gehuwd met ridder Gijsbert, die heer was van Haps
4. Jan van Boxtel, heer van Gansoijen
5. Elisabeth van Boxtel, gehuwd met Jan de Rover, eigenaar van Kasteel Nemerlaer

In 1338 erkende het kapittel van de Sint-Servaaskerk te Maastricht dat Willem III heer van Grevenbroek was, maar het patronaatsrecht van de kerken van de drie bijbehorende parochies (Achel, Hamont en Sint-Huibrechts-Lille) behoorde toe aan het Maastrichtse kapittel. Wel kreeg Willem III het patronaatsrecht over Gansoijen.